# Jorge de Debelto
Jorge (em grego medieval: Γεώργιος; romaniz.: Geórgios) foi um clérigo bizantino do século IX. Quando aparece nas fontes é citado como arcebispo de Debelto, na Trácia. Em 813, foi um dos gregos capturados pelos búlgaros e levados cativos à Bulgária. Muitos foram martirizados por Ditzeugo ou seu sucessor Omortague. Eles são celebrados em 22 e 23 de janeiro, respectivamente.